# Klösterli Baden

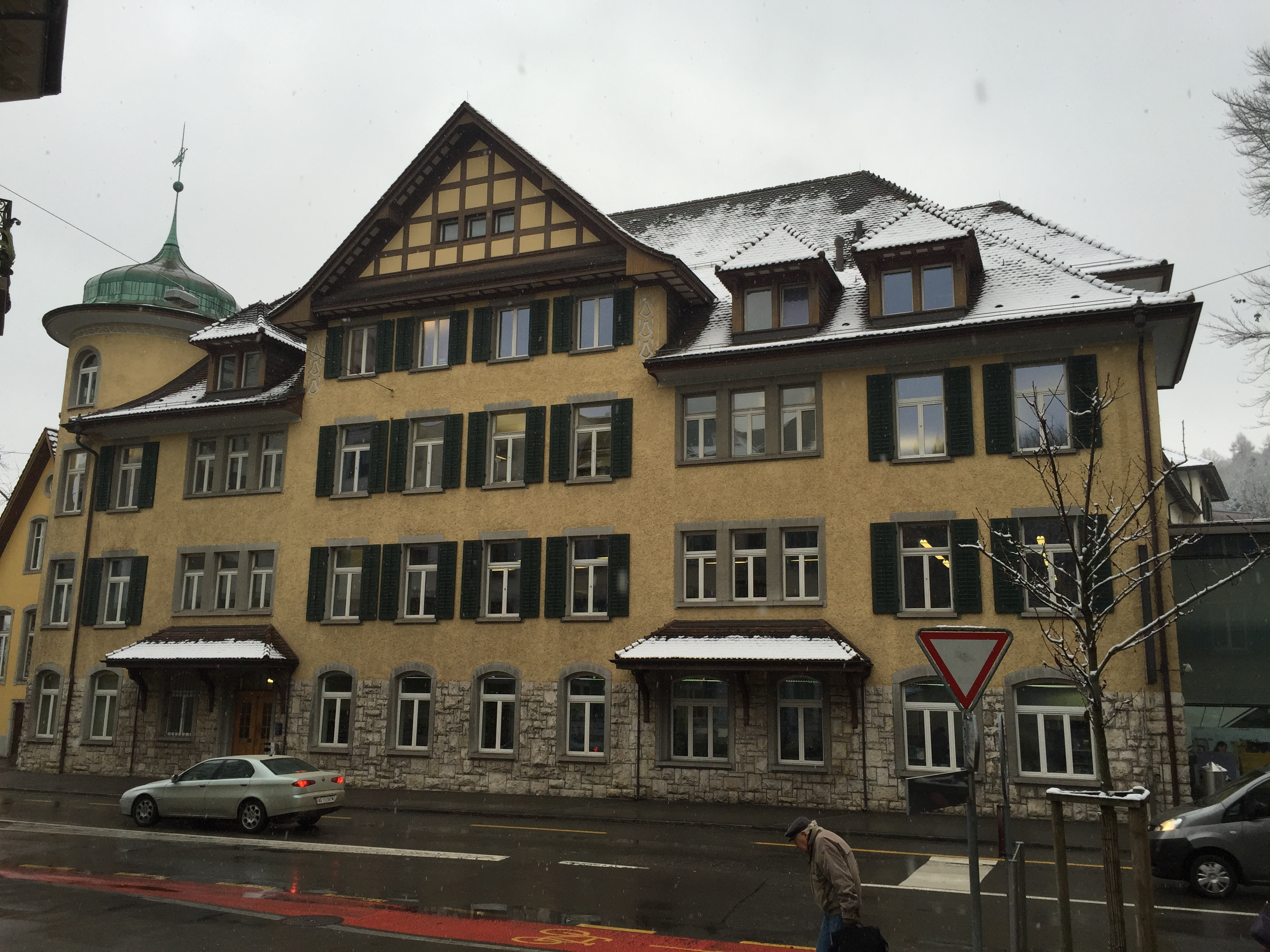
Klösterli Baden

Das Frauenkloster Mariä Krönung ist ein ehemaliges Kloster der Kapuzinerinnen in der Aargauer Stadt Baden. Der Name Klösterli wird immer noch für das ehemalige Klostergebäude verwendet.

## Geschichte
Ab 1396 ist in Baden eine Beginengemeinschaft belegt, die unter der Aufsicht der Luzerner Barfüsser lebte. Nachdem im Jahre 1591 in Baden das Kapuzinerkloster gegründet worden war, traten die Beginen bald in den Kapuzinerorden ein. An der Stelle, wo heute noch das Klösterli steht, erbauten sie 1617/1618 die Klosterkirche und 1623 das Konventsgebäude. 
Wie alle Aargauer Klöster löste die Kantonsregierung das Kloster als Reaktion auf bewaffnete Aufstände nach der Verhaftung des Bünzer Komitees auf. Im Zuge des Aargauer Klosterstreits konnte es zwei Jahre später wiedereröffnet werden, als der Kanton die Frauenklöster wieder zuliess. Das Kloster war bei der Wiedereröffnung sehr baufällig und das Vermögen war auf die Hälfte geschrumpft. Den Nonnen war es nicht gestattet, Novizinnen aufzunehmen, so dass das Kloster 1867 durch Beschluss des Grossen Rats endgültig aufgehoben wurde.
Ab 1872 führten die Schwestern vom Heiligen Kreuz aus Menzingen im Klösterli eine «Armenerziehungsanstalt». 1892 lebten dort etwa 80 Kinder, 1911 waren es 70 Klein- und 50 Schulkinder. Die Schule im Klösterli wurde 1952 aufgelöst und 1964 zog das Kinderheim nach Wettingen. Die 1961 gegründete Kantonsschule Baden nutzte hier fünf Unterrichtszimmer sowie mehrere Nebenräume, bis sie 1964 den Neubau an der Wettingerstrasse beziehen konnte. Heute sind in den Räumlichkeiten des ehemaligen Klosters die Stadtbibliothek Baden und ein Kindergarten untergebracht, während die Klosterkirche vom Zivilstandsamt Baden als Traulokal genutzt wird.

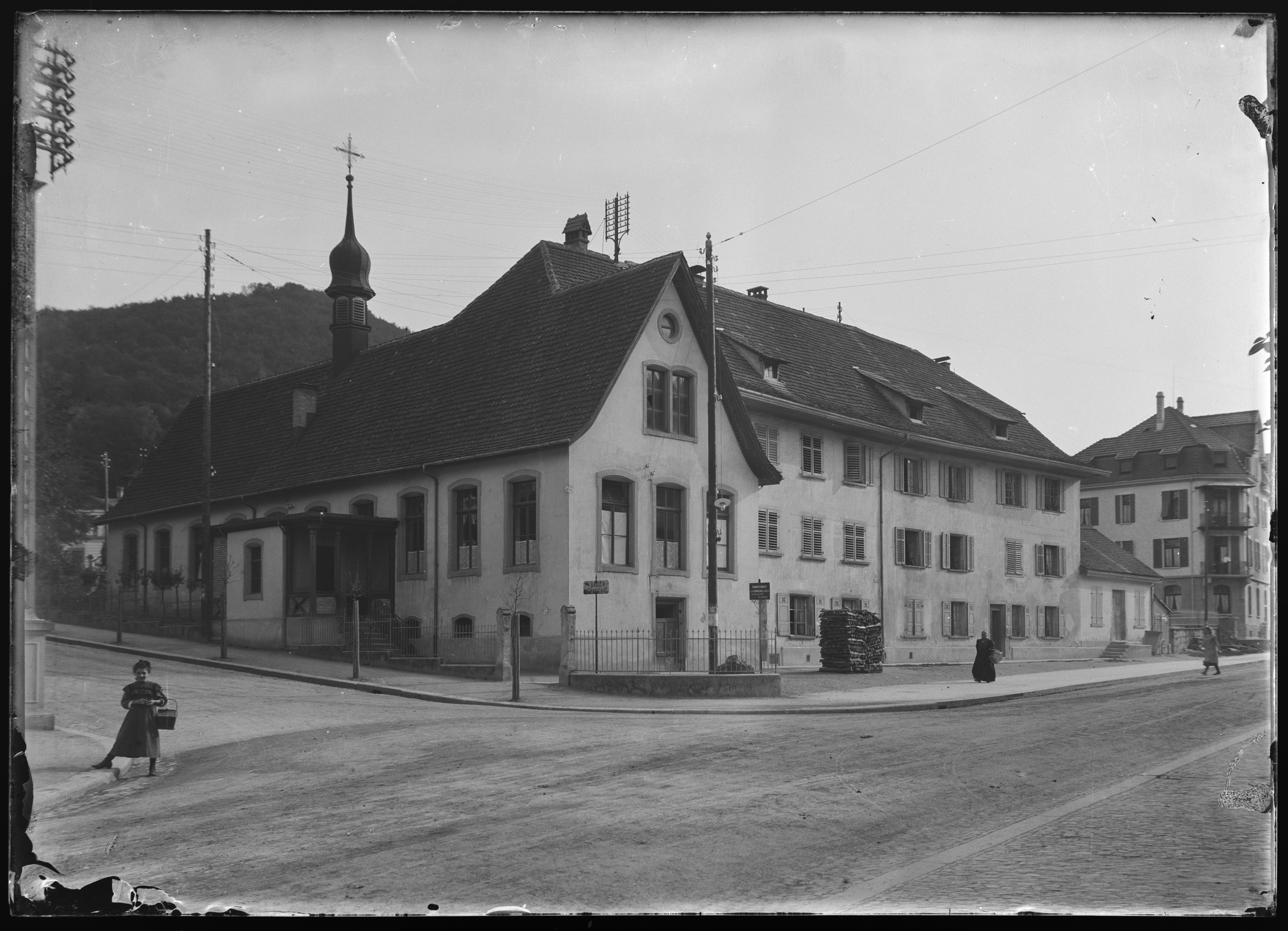
Die alten Klostergebäude kurz vor dem Abriss 1911.